# Lucas Barbosa
Lucas Santiago de Melo Barbosa, mais conhecido como Lucas Barbosa (Belo Horizonte, MG, 4 de julho de 1994) é um ginasta aeróbico brasileiro que terminou em terceiro lugar na prova individual masculina no Campeonato Mundial de Ginástica Aeróbica de 2021, realizado em Baku, Azerbaijão.